# Eddie Colman
Edward Colman – detto Eddie – (Salford, 1º novembre 1936 – Monaco di Baviera, 6 febbraio 1958) è stato un calciatore inglese, di ruolo centrocampista.
È deceduto nel disastro aereo di Monaco di Baviera.

## Palmarès

### Club

#### Competizioni nazionali
- Campionato inglese: 2

Manchester United: 1955-1956, 1956-1957
- Community Shield: 2

Manchester United: 1956, 1957

#### Competizioni giovanili
- FA Youth Cup: 3

Manchester United: 1952-1953, 1953-1954, 1954-1955